# Robert Burns
Robert Burns (Alloway, Ayrshire, Escocia, 25 de enero de 1759 - Ellisland, cerca de Dumfries, 21 de julio de 1796) es el poeta en lengua escocesa más amado. Su poema Auld Lang Syne se canta a menudo en Hogmanay (el último día del año) y Scots Wha Hae, se canta tradicionalmente en los países angloparlantes como himno extraoficial escocés. 

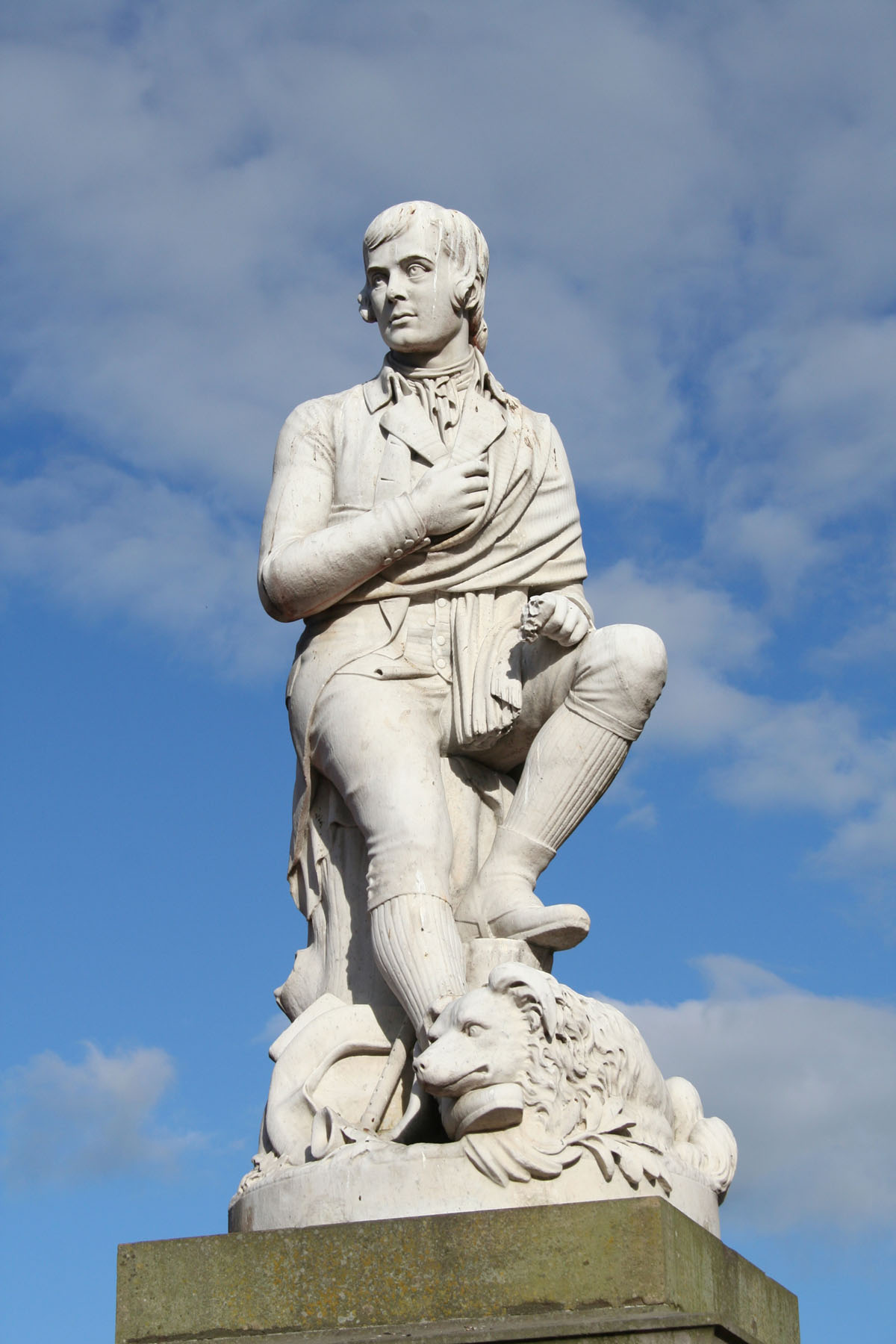
Burns

Se lo considera pionero del movimiento romántico, y tras su muerte se convirtió en una fuente de inspiración para los fundadores del liberalismo y el socialismo. Es un icono cultural en Escocia y en toda la diáspora escocesa del mundo. La celebración de su vida y obra llegó a ser casi un culto nacional en los siglos XIX y XX, además de haber influido profundamente a la literatura escocesa. 
Hijo del campesino William Burns, nació en el seno de una familia humilde de granjeros y comenzó a escribir poesía en su adolescencia, logrando su publicación a partir de 1786, pero sin obtener grandes beneficios. 
Se casó y tuvo 9 hijos con Jean Armour,  tres de los cuales sobrevivieron a la infancia.
Esto motivó que no abandonase las faenas del campo, y fue en 1789 que obtuvo un puesto como funcionario del servicio de aduanas en Dumfries, Escocia.  Robert Burns envejeció prematuramente y cayó en ataques de abatimiento. El duro trabajo manual en las granjas al principio de su vida puede haber dañado la salud de Burns. Burns posiblemente padecía una enfermedad reumática del corazón desde hacía mucho tiempo, tal vez desde que tenía 21 años, y una infección bacteriana, posiblemente derivada de un abceso dental, puede haberla exacerbado.
En la mañana del 21 de julio de 1796, Burns murió en Dumfries, a la edad de 37 años. El funeral tuvo lugar el lunes 25 de julio de 1796, el día en que nació su hijo Maxwell. Al principio fue enterrado en el rincón más alejado del cementerio de San Miguel de Dumfries; Jean Armour erigió como lápida una simple "losa de piedra libre", lo que algunos consideraron un insulto a su memoria. Su cuerpo fue finalmente trasladado a su ubicación definitiva en el mismo cementerio, el Mausoleo de Burns, en septiembre de 1817. El cuerpo de su viuda Jean Armour fue enterrado junto al suyo en 1834.
A través de sus cinco hijos supervivientes (de 12 nacidos con varias mujeres), Burns tiene más de 900 descendientes vivos a fecha de 2019.
Su obra trata sobre todo temas del folclore escocés visto desde la perspectiva de las clases populares; aborda cuestiones como la pobreza, la sexualidad, los roles sexuales o la Iglesia escocesa. Su ideología republicana y progresista fue muy mal vista por la Iglesia calvinista y la aristocracia.
Burns influyó mucho en poetas románticos como William Wordsworth, Samuel Taylor Coleridge y Percy Bysshe Shelley y en autores más contemporáneos como John Steinbeck.
Varios de sus poemas han sido musicalizados, entre otros, por el compositor alemán Robert Schumann, el estonio Arvo Pärt o el estadounidense Bob Dylan, entre otros. Una de las tres canciones (red, red rose), del año 2016, de la obra Is a Rose, de la compositora norteamericana de música clásica Caroline Shaw, se basa en palabras de Burns. 
En 1976, Jean Redpath  se embarcó en un proyecto para grabar todas las canciones de Robert Burns, algunas de ellas canciones folk, otras composiciones propias de Burns y la mayoría una mezcla de las dos. Se planearon veintidós volúmenes, pero cuando su colaborador, el compositor Serge Hovey , murió después de siete volúmenes, el proyecto llegó a un final prematuro. Hovey había hecho los arreglos instrumentales de 323 canciones, y Redpath sintió que ningún otro músico podría reemplazarlo. Los álbumes ganaron elogios de la crítica de todo el mundo. 

## Honores
Un cráter en Mercurio lleva su nombre.